# Johan Christian Clausen Dahl

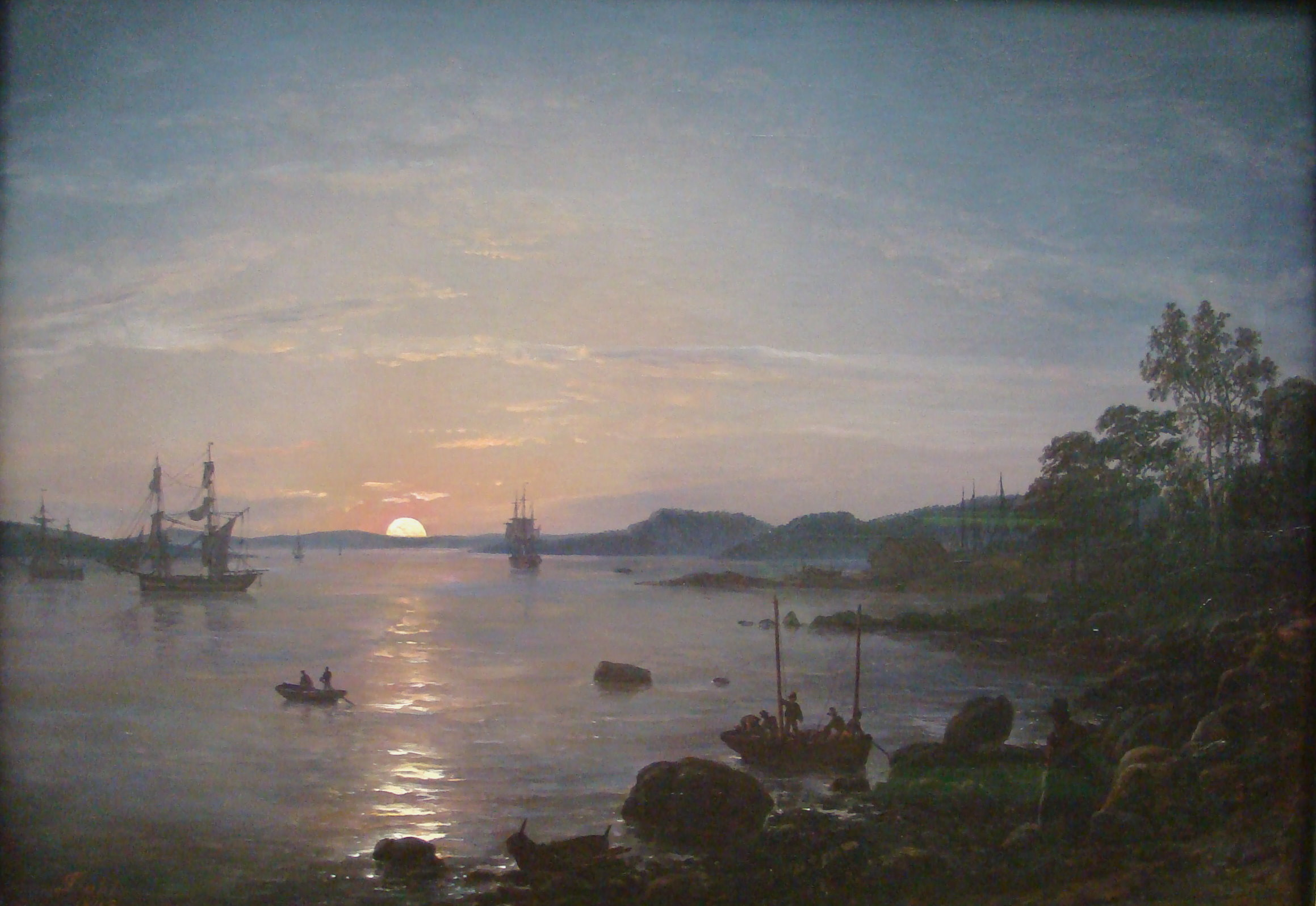
Fjord bij Holmestrand,1843

Johan Christian Dahl (Bergen, Noorwegen, 24 februari 1788 - Dresden, Duitsland, 14 oktober 1857) was een Noorse schilder.
Dahl is beroemd geworden met zijn romantische schilderijen van landschappen. Hij was bevriend met Caspar David Friedrich. Van 1818 tot 1857 woonde en werkte hij in Dresden. Dahl was lid van de kunstacademies van Dresden (sinds 1820), in Kopenhagen (sinds 1827), Stockholm (sinds 1832) en Berlijn (sinds 1834).

## Biografie
Van 1803 tot 1809 voltooide Dahl een opleiding tot decoratieleer in Bergen (Noorwegen). In 1811 verhuisde hij naar Kopenhagen en studeerde hij aan de Koninklijke Deense Kunstacademie en studeerde hij onder Christian August Lorentzen. In 1818 verhuisde hij naar Dresden. 
In juni 1820 trouwde hij met Emilie von Block (dochter van de conservator Heinrich von Block en Caroline von Bege). Emilie von Block stierf in haar kraambed in 1827. In januari 1830 trouwde Dahl met zijn leerling Amalie von Bassewitz, die ook eind 1830 in het kraambed stierf. Dahl had in totaal vijf kinderen, waarvan er slechts twee de peuterleeftijd overleefden, dit waren zijn zoon Siegwald Johannes Dahl (1827-1902) en de dochter Caroline Elisabeth Dahl, later Bull (geboren 1822). 
In Dresden, waar hij in hetzelfde huis als Caspar David Friedrich woonde, werd Dahl lid (1820) en tevens docent aan de Kunstacademie van Dresden in 1824. 
Dahl ondernam diverse reizen binnen Europa, in 1821 sloot hij zich een kort aan bij de cirkel rond Bertel Thorvaldsen in Rome.
Ook reisde hij diverse keren terug naar zijn thuisland Noorwegen en in 1847 reisde hij met zijn zoon Siegwald naar Parijs en Brussel.
Dahl stierf op de 14 Oktober 1857 en werd begraven op het Eliasfriedhof in Dresden. Op 29 mei 1934 werden zijn lichamelijke overblijfselen overgebracht naar zijn geboorteplaats in Bergen.

## Galerij
Tekeningen

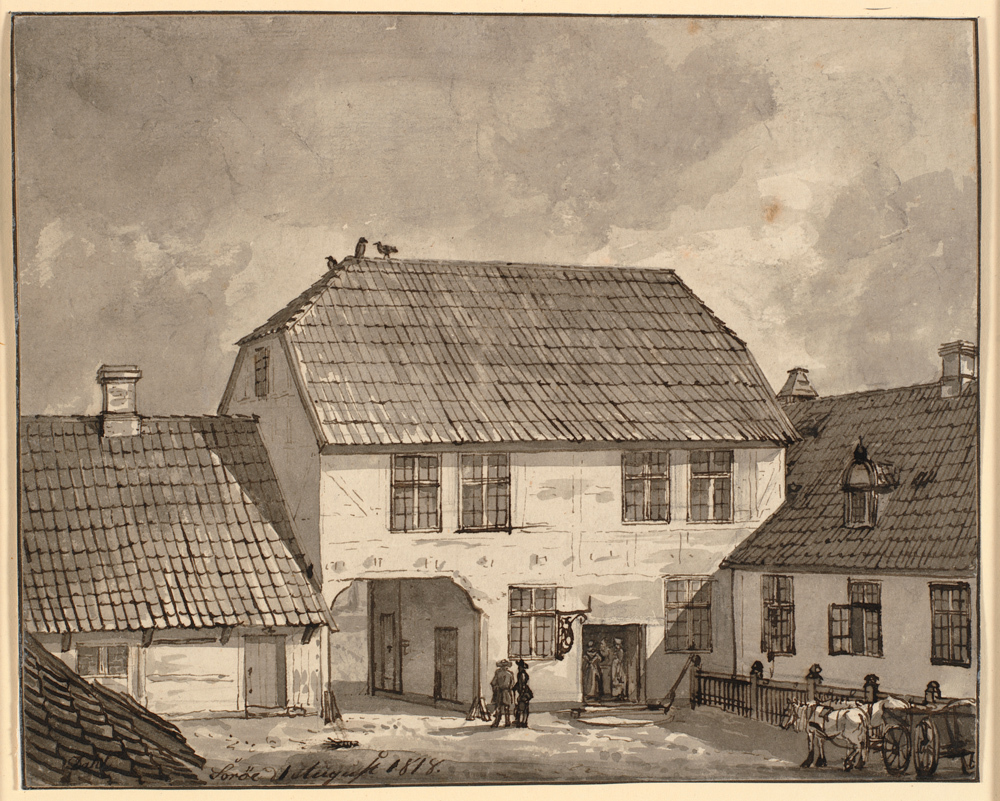
Gaardinterioer fra Soroe (1818)
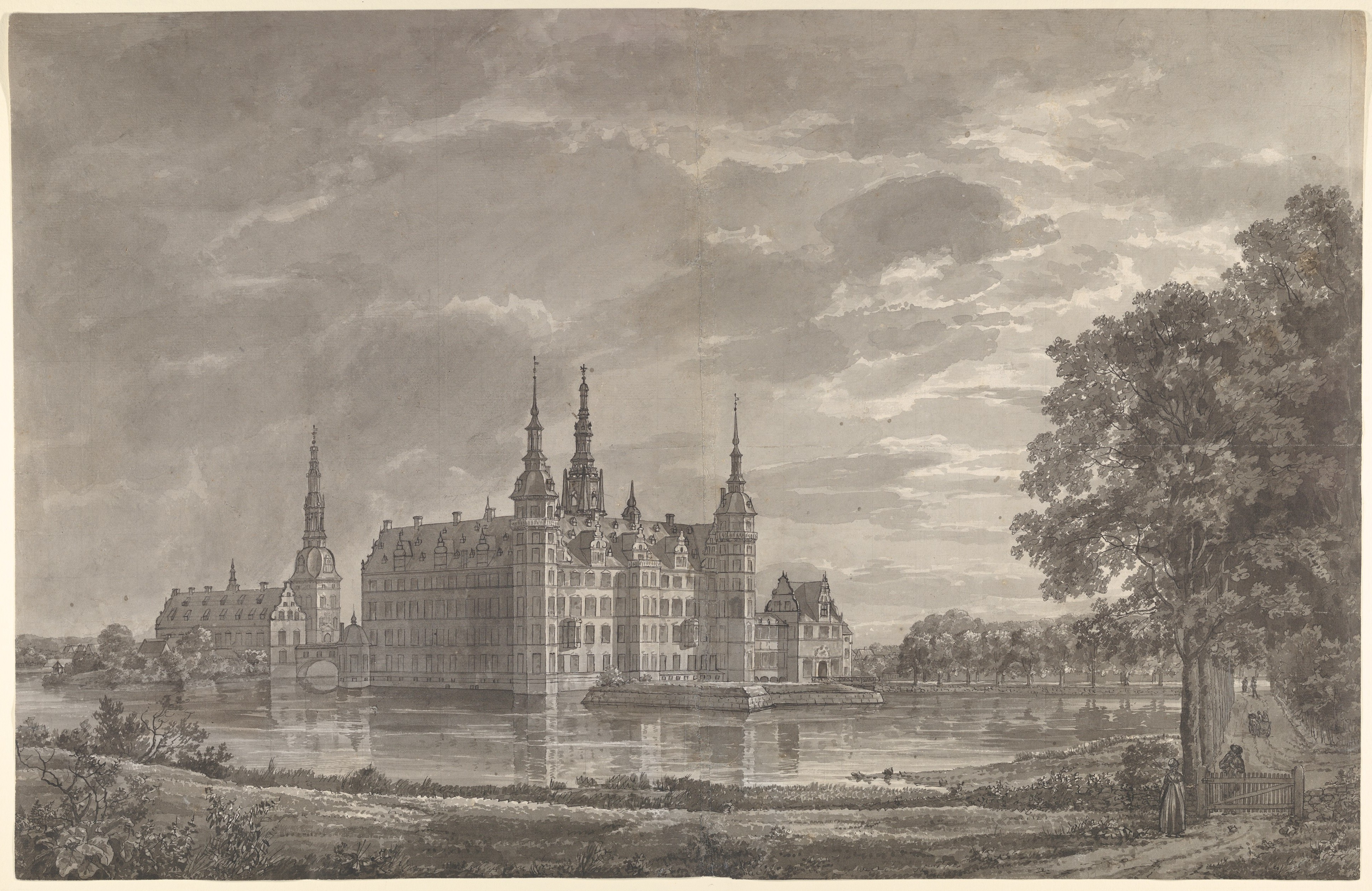
Frederiksborg
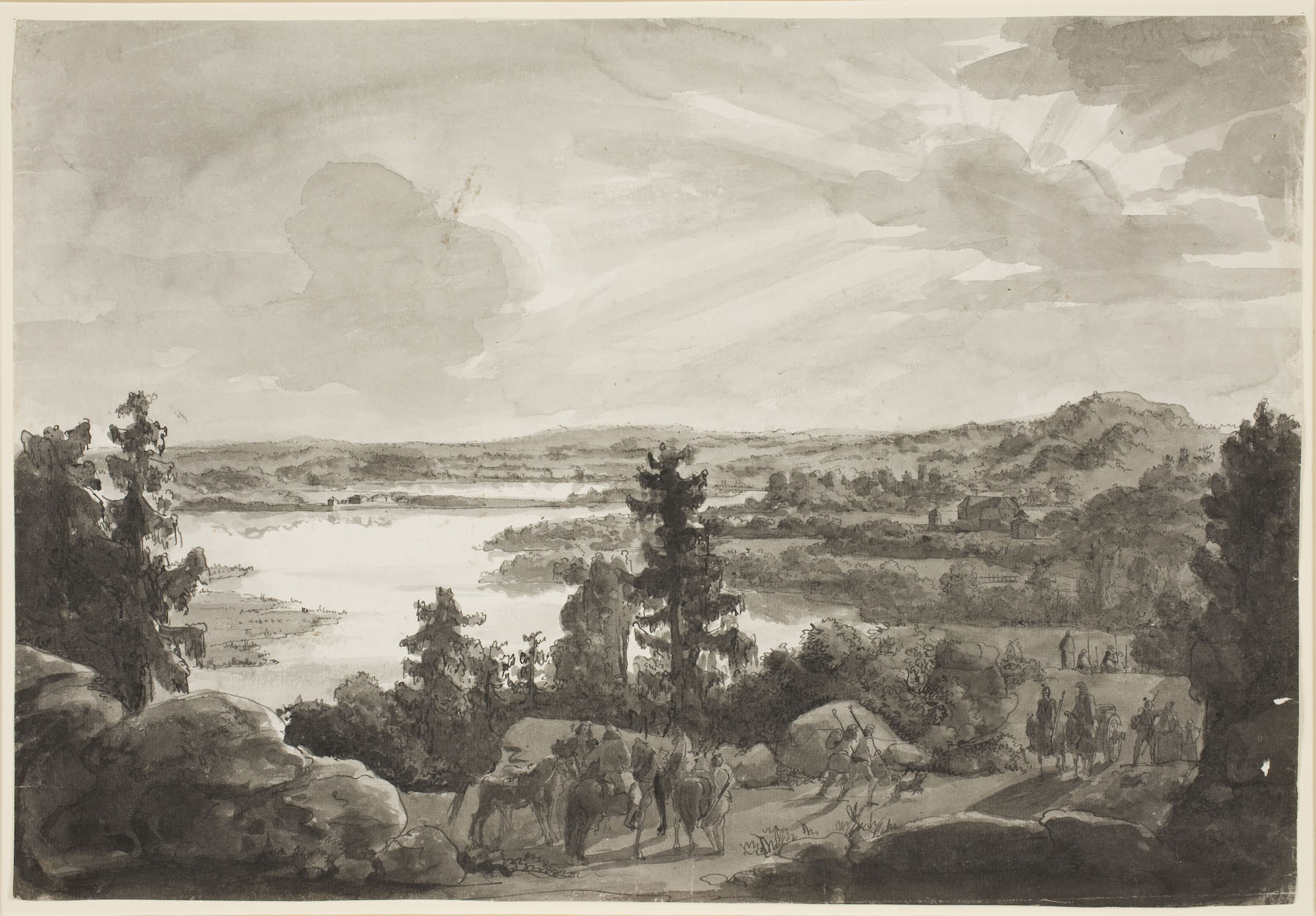

Schilderijen

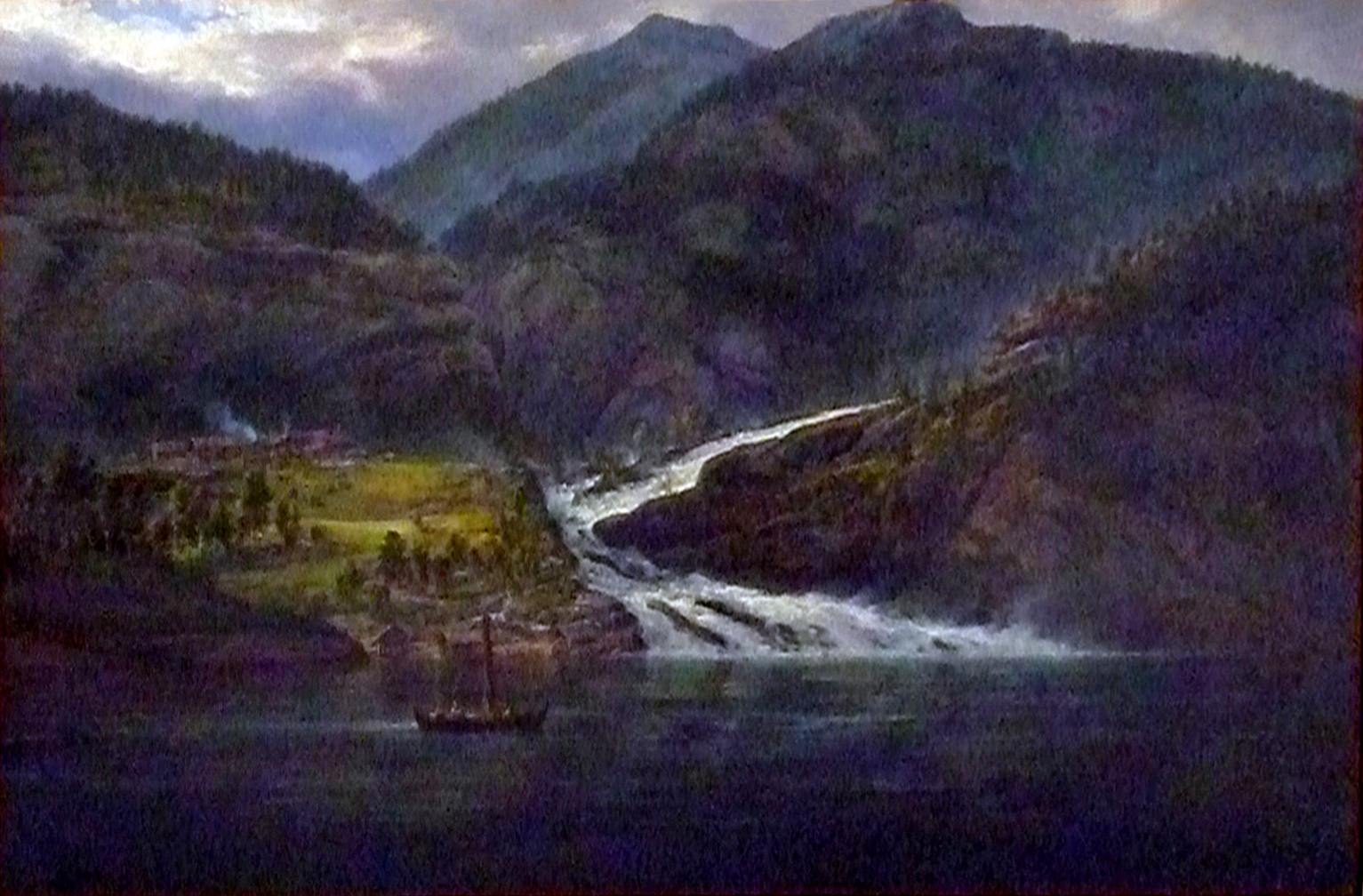
Gezicht op de Tyssefoss in Bolstadfjord (1836)
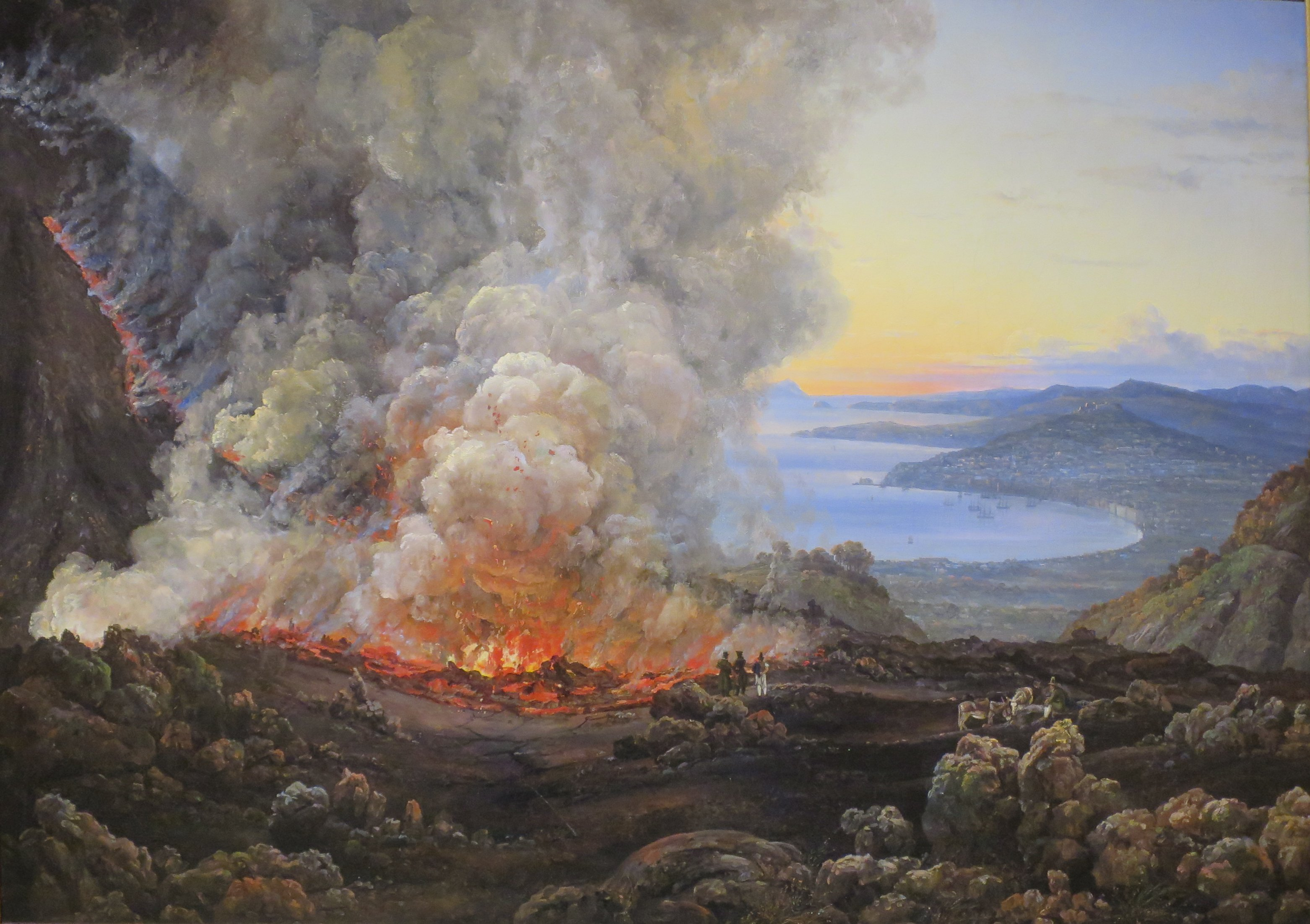
Vesuvius (1821)
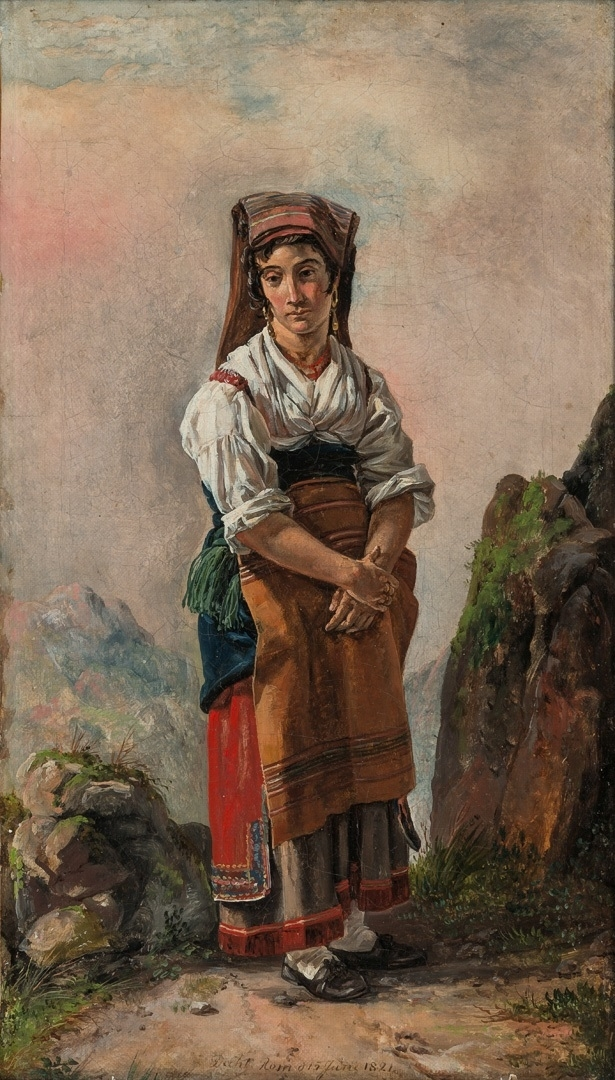
Italiaanse vrouw (1821)

## Wangkerk
Naast het schilderen toonde Dahl ook interesse in de Noorse architectuur. In 1837 publiceerde hij een essay over Noorse staafkerken:
- Denkmale einer sehr ausgebildeten Holzbaukunst aus den frühesten Jahrhunderten in den innern Landschaften Norwegens. III. Heft Die Kirche zu Hitterdahl in 9 Blättern (Dresden, 1837).

Dahl overtuigde de Pruisische koning, Friedrich Wilhelm IV, om de staafkerk van Vang te kopen zodat deze niet zou worden vernietigd. De Wangkerk werd uiteindelijk herbouwd in het Neder-Silezische Karpacz.

## Onderscheidingen
- Zweedse Orde van Vasa (1839)
- Ridder in de Deense Orde van de Dannebrog (1840)
- Ridder in de Noorse Orde van Sint-Olaf (1847)
- Pruisische Orde van de Rode Adelaar 4. klasse (1853)